# Sorbet

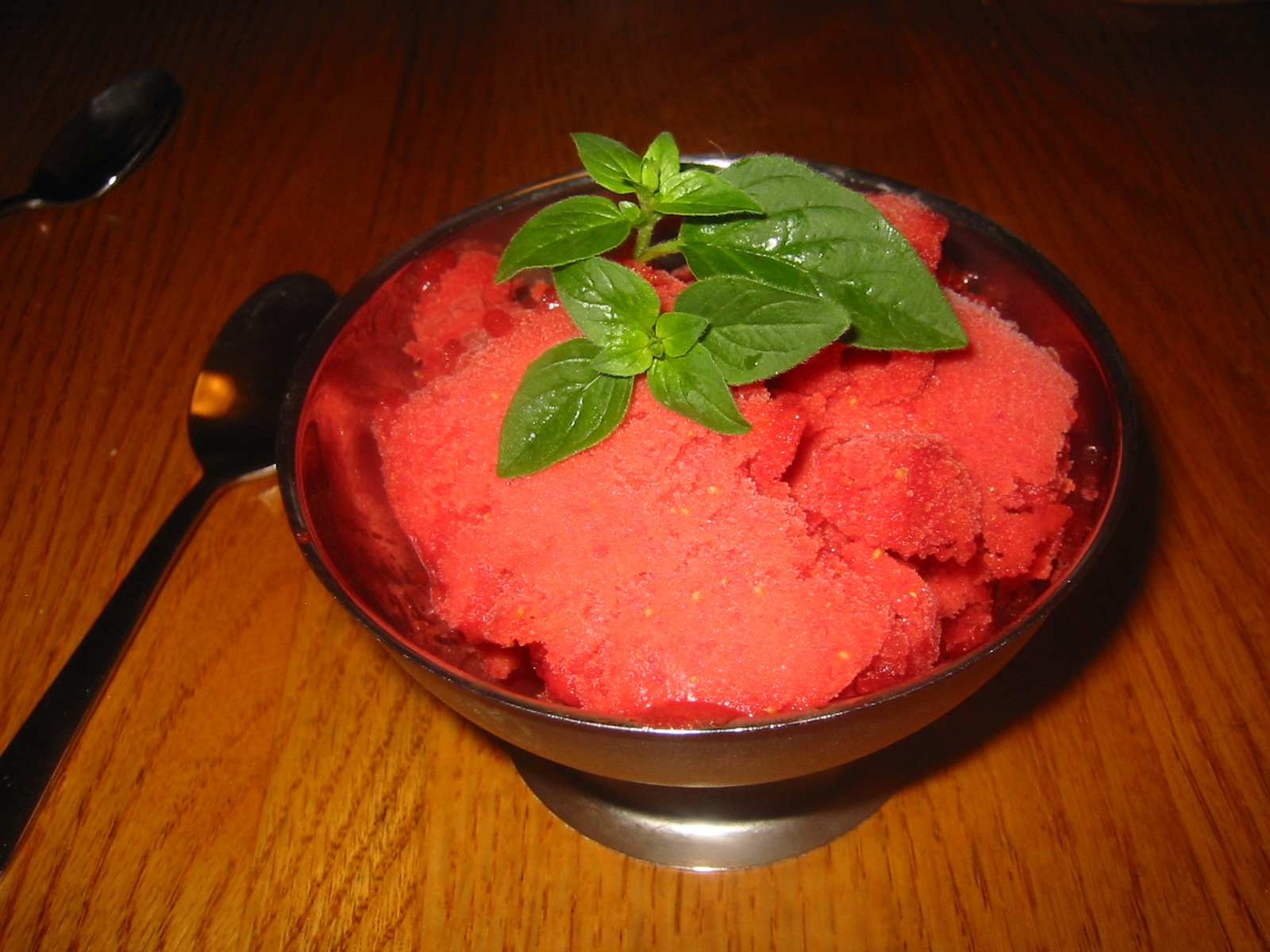
Sorbet dâu tây

Sorbet là một món tráng miệng đông lạnh được làm từ nước ngọt có hương liệu (thường là nước quả hoặc quả purée, rượu vang (wine), rượu mùi (liqueur), hoặc mật ong).

## Tiểu sử
Từ sherbet du nhập vào tiếng Ý như sorbetto sau này trở thành sorbet bằng tiếng Pháp. Đề cập đầu tiên của phương Tây về sherbet là một tài liệu tham khảo của Ý về một thứ mà người Thổ Nhĩ Kỳ uống. Vào thế kỷ XVII, Anh bắt đầu nhập khẩu "bột sherbet" từ Đế chế Ottoman được làm từ hoa quả khô và hoa trộn với đường. Đến năm 1662, một quán cà phê ở Luân Đôn quảng cáo sự sẵn có của "những sherbet được sản xuất trong Turkie của Lemons, Roses và Violets có mùi hương (perfumed)". Năm 1670, Café Procope khai trương tại Paris và bắt đầu bán sorbet. Khi người châu Âu tìm ra cách để đóng băng sherbet họ bắt đầu làm sorbetto bằng cách thêm nước ép quả và hương liệu vào một cơ sở siro đơn giản đông lạnh. Trong sherbet của Mỹ thường có nghĩa là một sữa đá, nhưng công thức nấu ăn từ hướng dẫn sử dụng thùng hơi chứa nước soda (soda fountain) ban đầu (early) bao gồm các thành phần như gelatin, lòng trắng trứng, kem hoặc sữa đánh.
Agraz là một loại sorbet thường được kết hợp với Maghreb và bắc Phi. Nó được làm từ hạnh nhân, verjuice, và đường. Nó có một hương vị chua mạnh mẽ, bởi vì verjuice.
Givré, tiếng Pháp cho "mờ sương đục" (frosted), là thuật ngữ cho một sorbet phục vụ trong một vỏ dừa đông lạnh hoặc vỏ quả, chẳng hạn như vỏ chanh.

## Chuẩn bị
Giống như các granita (một loại đá bào hương vị trái cây thanh mát xuất xứ từ Ý) và các loại đá khác, sorbet có thể được sản xuất mà không cần một máy làm kem (maker). Rượu, mật ong hoặc siro ngô có thể được thêm vào để làm giảm điểm đông và làm cho sorbets mềm hơn.

## Các biến thể
Sorbet rượu vang sủi bọt (mulled wine) có thể được làm bằng rượu vang đỏ, cam, chanh, các loại gia vị nghiền, rượu vang Port (ruby Port) và lòng trắng trứng. Sorbet Muscat được làm bằng rượu tráng miệng, nước cốt chanh và lòng trắng trứng.